# Hildebran
Hildebran és una població dels Estats Units a l'estat de Carolina del Nord. Segons el cens del 2000 tenia 1.472 habitants.

## Demografia
Segons el cens del 2000, Hildebran tenia 1.472 habitants, 597 habitatges i 416 famílies. La densitat de població era de 253,7 habitants per km².
Dels 597 habitatges en un 26,8% hi vivien nens de menys de 18 anys, en un 53,8% hi vivien parelles casades, en un 11,7% dones solteres, i en un 30,3% no eren unitats familiars. En el 24,8% dels habitatges hi vivien persones soles el 10,4% de les quals corresponia a persones de 65 anys o més que vivien soles. El nombre mitjà de persones vivint en cada habitatge era de 2,41 i el nombre mitjà de persones que vivien en cada família era de 2,88.
Per edats la població es repartia de la següent manera: un 22,6% tenia menys de 18 anys, un 7,3% entre 18 i 24, un 29,8% entre 25 i 44, un 22,8% de 45 a 60 i un 17,6% 65 anys o més.
L'edat mediana era de 38 anys. Per cada 100 dones de 18 o més anys hi havia 83 homes.
La renda mediana per habitatge era de 34.028 $ i la renda mediana per família de 43.542 $. Els homes tenien una renda mediana de 28.500 $ mentre que les dones 22.765 $. La renda per capita de la població era de 15.835 $. Entorn del 6% de les famílies i el 8,6% de la població estaven per davall del llindar de pobresa.

## Poblacions més properes
El següent diagrama mostra les poblacions més properes.